# Eurico da Silva Bastos
Eurico da Silva Bastos (1901-1991) foi um médico brasileiro, foi diretor da Faculdade de Medicina da Universidade de São Paulo.
Professor emérito da Faculdade de Medicina da Universidade de São Paulo foi o primeiro médico de São Paulo a ocupar a presidência do Colégio Brasileiro de Cirurgiões. Foi diretor da Faculdade de Medicina da Universidade de São Paulo e presidente do Conselho Deliberativo do Hospital das Clínicas de 1959 a 1963.